# Таманрасет
Таманра̀сет (на арабски: تمنراست‎, Tamanɣaset) е град и община, главен град на едноименната област Таманрасет, най-големият оазис в Южен Алжир.

## География
Градът е най-големият в географската област на Ахагар. Разположен е във вътрешността на пустинята Сахара.
Благодарение на местоположението му на около 1400 метра надморска височина климатът в Таманрасет е умерен, като средните температурни амплитуди варират между 28,5 °C и 14 °C. Туарегите съставят най-голямата група от населението на града. В административния център на града живеят предимно преселели се през последните десетилетия от север араби и мозабити.
Населението на градската агломерация е 81 752 жители, а на общината е 92 635 души (преброяване, 14.04.2008).

## История
Оазисът на Таманрасет още преди пристигането на европейците е сред главните селища на туарегите и опорен пункт на керваните.
Селището е основано от френския мисионер Шарл дьо Фуко (1858-1916). По времето на френската колонизация французите изграждат на това място форт, наречен Форт Лаперин (Fort Laperrine) на името на генерал от френските камилски войски. През следващите години селището се разраства и носи това име до края на Алжирската война през 1962 г.

## Транспорт
Таманрасет днес е важен логистичен център, разположен на транссахарския път Алжир – Айн Салах - Таманрасет - Агадес, който е част от трансафриканската магистрала Алжир - Лагос, Нигерия.
Обслужва се от летище Таманрасет (IATA код TMR; ICAO код DAAT).